# Александрово (Старозагорская область)
Александрово (болг. Александрово) — село в Болгарии. Находится в Старозагорской области, входит в общину Павел-Баня. Население составляет 1835 человек.

## Политическая ситуация
В местном кметстве Александрово, в состав которого входит Александрово, должность кмета (старосты) исполняет Тенё Костов Тенев (Болгарская социал-демократия (БСД)) по результатам выборов.
Кмет (мэр) общины Павел-Баня — Станимир Христов Радевски (инициативный комитет) по результатам выборов.